# Psittacosauridae
A Psittacosauridae a ceratopsia dinoszauruszok egy csoportja volt, amibe két lábon járó, kis termetű (körülbelül két méter hosszúságú) növényevők tartoztak, melyek felső állkapcsa papagájszerű csőrben végződött.
A Psittacosauridae családot elsőként Henry Fairfield Osborn nevezte el, 1923-ban. Kládként először Paul Sereno definiálta a csoportot, 2005-ben: a szár alapú kládba tartozik a Psittacosaurus mongoliensis (Osborn 1923), és az összes olyan faj, ami közelebbi kapcsolatban áll Psittacosaurussal, mint a Triceratops horridussal (Marsh 1889).

## Osztályozás
A psittacosauridák közé tartoznak a 140-125 millió évvel ezelőtt, a késő kréta időszakban Ázsiában élt bazális ceratopsiák, melyek maradványaira Kínában és Mongóliában találtak rá, valamint a Hongshanosaurus nem.
A kezdetleges Yinlong mellett, a psittacosauridák és a neoceratopsiák a ceratopsia alrendág testvércsoportját alkotják:
```
Ceratopsia
 ├─Yinlong
 └─N.N.
    ├─Psittacosauridae
    └─Neoceratopsia
```

Vitatott a Chaoyangsauridae családba tartozó Chaoyangsaurus és közeli rokona, a Xuanhuaceratops helyzete. Egyesek azt állítják, hogy a Chaoyangsaurus a neoceratopsiák kezdetleges képviselője volt, míg mások szerint a Chaoyangsaurus és a Xuanhuaceratops bazális ceratopsiák, így korábbiak a psittacosauridáknál.

## Fordítás
- Ez a szócikk részben vagy egészben  a   Psittacosauridae című angol Wikipédia-szócikk ezen változatának fordításán alapul.  Az eredeti cikk szerkesztőit annak laptörténete sorolja fel. Ez a jelzés csupán a megfogalmazás eredetét és a szerzői jogokat jelzi, nem szolgál a cikkben szereplő információk forrásmegjelöléseként.